# Энкарнасьон
Энкарнасьон (исп. Encarnación, полное название — Nuestra Señora de la Encarnación de Itapúa) — город в Парагвае.

## География
Город Энкарнасьон находится на крайнем юго-востоке Парагвая, на реке Парана у границы между Парагваем и Аргентиной. Он — административный центр департамента Итапуа.
Город, население которого насчитывает около 130 тысяч жителей, делится на две части — современную, ставшую финансово-торговым центром приграничья, и старый город с квадратной сеткой улиц, расположенный у Рио-Парана. С аргентинским городом Посадас Энкарнасьон соединён проложенным через Парану современным мостом Пуэнте-Интернасьональ-Сан-Роке-Гонсалес-де-Санта-Крус (Puente Internacional San Roque González de Santa Cruz). Население города смешанного происхождения — кроме парагвайцев, здесь проживают потомки иммигрантов немецкого, польского, украинского, арабского и др. происхождения.
Климат в районе города мягкий, влажный.
Энкарнасьон является центром римско-католического епископства.

## История
Энкарнасьон был основан 25 марта 1615 года иезуитским священником Роке Гонсалесом-и-де Санта-Крусом. В 1843 году название города было укорочено до современного. Существенное развитие город получил после проведения к нему в 1854 году железнодорожной линии из центрального Парагвая.
В феврале 1931 года парагвайские анархисты попытались захватить Энкарнасьон, чтобы создать там либертарную коммуну.

## Достопримечательности
В 28 километрах от города сохранились созданные в XVII столетии миссии иезуитов Ла-Сантисима-Тринидад-де-Парана и Хесус-де-Таварангуэ, с 1993 года входящие в список Всемирного наследия ЮНЕСКО.
С 1916 года в Энкарнасьоне проводится ежегодный всепарагвайский карнавал.
Энкарнасьон — родина бывшего многолетнего правителя Парагвая Альфредо Стресснера.

## Города-партнёры
- Посадас, Аргентина